# Marco Carynnyk
Marco Carynnyk (ur. 1 maja 1944 w Berlinie) – amerykańsko-kanadyjski pisarz i historyk, publikujący w języku angielskim i ukraińskim, tłumacz na język angielski.

## Życiorys
Po zakończeniu II wojny światowej przebywał z rodzicami w obozie dla osób przemieszczonych w Augsburgu w Austrii, a następnie rodzina przeniosła się do Filadelfii w Stanach Zjednoczonych, gdzie uzyskał wykształcenie średnie i wyższe. Studiował literaturę angielską na Uniwersytecie Pensylwanii. Pod koniec lat 60. przeniósł się do Toronto w Kanadzie, gdzie mieszka i pracuje jako tłumacz i publicysta.
Marco Carynnyk jako poeta zadebiutował w 1963 roku na łamach czasopisma „Suczasnist´” (Monachium). Jest przedstawicielem tzw. Grupy Nowojorskiej ukraińskich poetów. Nie wydawał książek poetyckich, publikował wyłącznie w prasie literackiej i w zbiorach na Zachodzie do roku 1985, po czym zaprzestał wydawania wierszy. Współpracował także z czasopismami „Smołoskyp”, „Ukrajina i swit”, rocznikiem „Nowi poeziji” (Nowy Jork, 1965, 1967 і 1970–1971), a jego prace były publikowane w antologii współczesnej poezji ukraińskiej za Zachodzie „Koordynaty” (wyd. Suczasnist´, Monachium, 1969, założyciele – Bohdan Bojczuk i Bohdan T. Rubczak). Autor artykułów filmo- i literaturoznawczych, opracowań takich jak The Poet as Filmmaker o Ołeksandrze Dowżence (1973) i tłumaczeń na język angielski, m.in. Bilma Mychajła Osadczego (1976), W karnawale historii Łeonida Pluszcza (1979), czy Cieni zapomnianych przodków Mychajła Kociubynskiego (1981). Członek Narodowego Związku Pisarzy Ukrainy.

## Dziennikarstwo i historia
Zbadał sprawę pogromu ludności żydowskiej w Złoczowie na początku lipca 1941 r. i na podstawie niemieckich dokumentów wykazał aktywny udział członków OUN w tej akcji.
Studiował stanowisko OUN w kwestii żydowskiej, opublikował Autobiografię Jarosława Stećki, napisaną przez niego latem 1941 r. i zawierającą treści antysemickie, ponadto odnalazł inne przejawy antyżydowskiego nastawienia przywódców OUN, a także zademonstrował kłamliwość powojennych oświadczeń Stećka, który twierdził, że przeszkodził w realizacji antyżydowskich działań.
Jest autorem anglojęzycznych artykułów publicystycznych i książek o klęsce głodu na Ukrainie w latach 1932–1933.